# RAN Sevens 2017
Rugby Americas North Sevens 2017 – czternaste mistrzostwa strefy RAN w rugby 7 mężczyzn, oficjalne międzynarodowe zawody rugby 7 o randze mistrzostw kontynentu organizowane przez Rugby Americas North mające na celu wyłonienie najlepszej męskiej reprezentacji narodowej w tej dyscyplinie sportu w strefie RAN, które odbyły się wraz z turniejem żeńskim na Campo Marte w Meksyku w dniach 25–26 listopada 2017 roku. Turniej służył również jako kwalifikacja do innych zawodów, w tym do Pucharu Świata 2018.
Pierwszego dnia w swoich grupach zwyciężyły Gujana, Jamajka i Meksyk. W finale Jamajka pokonała faworyzowaną Gujanę i tym samym awansowała na Igrzyska Wspólnoty Narodów 2018 oraz po raz pierwszy w historii do turnieju finałowego Pucharu Świata. Obydwaj finaliści zyskali natomiast prawo do reprezentowania regionu w rozgrywanym wraz z Hong Kong Sevens 2018 turnieju kwalifikacyjnym do WRSS, a także łącznie z kolejną dwójką w CACSO 2018.

## Informacje ogólne
Federación Mexicana de Rugby otrzymała prawa do organizacji turnieju w maju 2017 roku i tak jak w edycji 2014 zaplanowała jego przeprowadzenie na Campo Marte. Format zawodów został ustalony w połowie października 2017 roku, zaś harmonogram spotkań pod koniec tegoż miesiąca. W mistrzostwach wzięło udział dziesięć zespołów, rozstawionych według wyników osiągniętych w poprzednim turnieju. W pierwszym dniu walczyły one systemem kołowym podzielone na trzy grupy, czterozespołową i dwie złożone z trzech drużyn. Czołowe dwójki z każdej z grup awansowały do fazy zasadniczej, po której nastąpiła faza pucharowa, a pozostałe cztery drużyny rywalizowały w drugim dniu ponownie systemem kołowym o miejsca 7–10.
Wstęp był bezpłatny, a zawody były także transmitowane w Internecie na oficjalnym kanale YouTube federacji.
Stawką mistrzostw prócz medali było również jedno miejsce w Pucharze Świata 2018 dla najlepszej drużyny tych zawodów, dwa miejsca w turnieju kwalifikacyjnym do sezonu 2018/2019 World Rugby Sevens Series, dla czołowej czwórki zaś udział w Igrzyskach Ameryki Środkowej i Karaibów 2018, a także – dla najwyżej uplasowanego członka Commonwealth – miejsce w turnieju rugby 7 na Igrzyskach Wspólnoty Narodów 2018.

## Faza grupowa

### Grupa A
| 25 listopada 201711:44 | Gujana | 26:14 | Kajmany | Campo Marte, Meksyk |
| 25 listopada 201711:44 |        | 26:14 |         | Campo Marte, Meksyk |

| 25 listopada 201713:56 | Barbados | 14:21 | Kajmany | Campo Marte, Meksyk |
| 25 listopada 201713:56 |          | 14:21 |         | Campo Marte, Meksyk |

| 25 listopada 201716:08 | Gujana | 28:21 | Barbados | Campo Marte, Meksyk |
| 25 listopada 201716:08 |        | 28:21 |          | Campo Marte, Meksyk |

### Grupa B
| 25 listopada 201712:06 | Jamajka | 26:0 | Dominikana | Campo Marte, Meksyk |
| 25 listopada 201712:06 |         | 26:0 |            | Campo Marte, Meksyk |

| 25 listopada 201714:18 | Bermudy | 19:14 | Dominikana | Campo Marte, Meksyk |
| 25 listopada 201714:18 |         | 19:14 |            | Campo Marte, Meksyk |

| 25 listopada 201716:30 | Jamajka | 35:0 | Bermudy | Campo Marte, Meksyk |
| 25 listopada 201716:30 |         | 35:0 |         | Campo Marte, Meksyk |

### Grupa C
| 25 listopada 201711:22 | Meksyk | 61:0 | Curaçao | Campo Marte, Meksyk |
| 25 listopada 201711:22 |        | 61:0 |         | Campo Marte, Meksyk |

| 25 listopada 201711:44 | Trynidad i Tobago | 38:0 | Brytyjskie Wyspy Dziewicze | Campo Marte, Meksyk |
| 25 listopada 201711:44 |                   | 38:0 |                            | Campo Marte, Meksyk |

| 25 listopada 201713:34 | Meksyk | 66:0 | Brytyjskie Wyspy Dziewicze | Campo Marte, Meksyk |
| 25 listopada 201713:34 |        | 66:0 |                            | Campo Marte, Meksyk |

| 25 listopada 201713:34 | Trynidad i Tobago | 70:0 | Curaçao | Campo Marte, Meksyk |
| 25 listopada 201713:34 |                   | 70:0 |         | Campo Marte, Meksyk |

| 25 listopada 201715:46 | Meksyk | 19:7 | Trynidad i Tobago | Campo Marte, Meksyk |
| 25 listopada 201715:46 |        | 19:7 |                   | Campo Marte, Meksyk |

| 25 listopada 201715:46 | Curaçao | 7:31 | Brytyjskie Wyspy Dziewicze | Campo Marte, Meksyk |
| 25 listopada 201715:46 |         | 7:31 |                            | Campo Marte, Meksyk |

## Faza zasadnicza

### Mecze o miejsca 1–6
Grupa 1
| 26 listopada 201710:14 | Gujana | 19:19 | Bermudy | Campo Marte, Meksyk |
| 26 listopada 201710:14 |        | 19:19 |         | Campo Marte, Meksyk |

| 26 listopada 201712:04 | Trynidad i Tobago | 22:19 | Bermudy | Campo Marte, Meksyk |
| 26 listopada 201712:04 |                   | 22:19 |         | Campo Marte, Meksyk |

| 26 listopada 201714:02 | Gujana | 14:7 | Trynidad i Tobago | Campo Marte, Meksyk |
| 26 listopada 201714:02 |        | 14:7 |                   | Campo Marte, Meksyk |

Grupa 2
| 26 listopada 201710:36 | Jamajka | 19:17 | Kajmany | Campo Marte, Meksyk |
| 26 listopada 201710:36 |         | 19:17 |         | Campo Marte, Meksyk |

| 26 listopada 201712:26 | Meksyk | 33:0 | Kajmany | Campo Marte, Meksyk |
| 26 listopada 201712:26 |        | 33:0 |         | Campo Marte, Meksyk |

| 26 listopada 201714:24 | Jamajka | 26:12 | Meksyk | Campo Marte, Meksyk |
| 26 listopada 201714:24 |         | 26:12 |        | Campo Marte, Meksyk |

### Mecze o miejsca 7–10
| 26 listopada 201710:58 | Barbados | 42:0 | Curaçao | Campo Marte, Meksyk |
| 26 listopada 201710:58 |          | 42:0 |         | Campo Marte, Meksyk |

| 26 listopada 201710:58 | Dominikana | 28:0 | Brytyjskie Wyspy Dziewicze | Campo Marte, Meksyk |
| 26 listopada 201710:58 |            | 28:0 |                            | Campo Marte, Meksyk |

| 26 listopada 201712:48 | Barbados | 40:0 | Brytyjskie Wyspy Dziewicze | Campo Marte, Meksyk |
| 26 listopada 201712:48 |          | 40:0 |                            | Campo Marte, Meksyk |

| 26 listopada 201712:48 | Dominikana | 40:7 | Curaçao | Campo Marte, Meksyk |
| 26 listopada 201712:48 |            | 40:7 |         | Campo Marte, Meksyk |

| 26 listopada 201714:46 | Brytyjskie Wyspy Dziewicze | 26:7 | Curaçao | Campo Marte, Meksyk |
| 26 listopada 201714:46 |                            | 26:7 |         | Campo Marte, Meksyk |

| 26 listopada 201715:08 | Barbados | 21:5 | Dominikana | Campo Marte, Meksyk |
| 26 listopada 201715:08 |          | 21:5 |            | Campo Marte, Meksyk |

## Faza pucharowa
| 26 listopada 201716:22 | Bermudy | 14:21 | Kajmany | Campo Marte, Meksyk |
| 26 listopada 201716:22 |         | 14:21 |         | Campo Marte, Meksyk |

| 26 listopada 201716:22 | Trynidad i Tobago | 14:22 | Meksyk | Campo Marte, Meksyk |
| 26 listopada 201716:22 |                   | 14:22 |        | Campo Marte, Meksyk |

| 26 listopada 201717:06 | Gujana | 24:28 | Jamajka | Campo Marte, Meksyk |
| 26 listopada 201717:06 |        | 24:28 |         | Campo Marte, Meksyk |

## Klasyfikacja końcowa
| Miejsce | Reprezentacja              | Uwagi                                                                     |
| ------- | -------------------------- | ------------------------------------------------------------------------- |
| 1       | Jamajka                    | awans na: PŚ 2018, IWN 2018, CACSO 2018, kwalifikacje do WRSS (2018/2019) |
| 2       | Gujana                     | awans na: CACSO 2018                                                      |
| 3       | Meksyk                     | awans na: CACSO 2018                                                      |
| 4       | Trynidad i Tobago          | awans na: CACSO 2018                                                      |
| 5       | Kajmany                    | -                                                                         |
| 6       | Bermudy                    | -                                                                         |
| 7       | Barbados                   | -                                                                         |
| 8       | Dominikana                 | -                                                                         |
| 9       | Brytyjskie Wyspy Dziewicze | -                                                                         |
| 10      | Curaçao                    | -                                                                         |